# Apharetra dentata
Apharetra dentata là một loài bướm đêm trong họ Noctuidae.